# Jess Hall
Jess Hall (* 16. März 1971 in Birmingham) ist ein britischer Kameramann.
Jess Hall absolvierte am Central Saint Martins College of Art and Design ein Film- und Kunststudium. Seit 2000 ist er als Kameramann tätig, zunächst für mehrere Kurzfilme. Stander aus dem Jahr 2003 war seine erste Langfilmproduktion. Für den Film Wiedersehen mit Brideshead wurde er 2008 für einen Satellite Award für die beste Kamera nominiert.

## Filmografie (Auswahl)
- 2003: Stander
- 2007: Hot Fuzz – Zwei abgewichste Profis (Hot Fuzz)
- 2007: Der Sohn von Rambow (Son of Rambow)
- 2008: Wiedersehen mit Brideshead (Brideshead Revisited)
- 2009: Creation
- 2010: Umständlich verliebt (The Switch)
- 2011: 30 Minuten oder weniger (30 Minutes or Less)
- 2013: The Spectacular Now – Perfekt ist jetzt (The Spectacular Now)
- 2014: Transcendence
- 2017: Ghost in the Shell
- 2019: Im Netz der Versuchung (Serenity)
- 2021: WandaVision (Fernsehserie, 9 Folgen)
- 2022: Chevalier
- 2025: The Fantastic Four: First Steps